# Флотаційна машина «Мінемет»

Схема механічної флотаційної машини типу «Мінемет».
1 — отвір у нижньому диску; 2 — нижній диск; 3 — верхній диск; 4 — радіальні лопатки імпелера; 5 — маточина імпелера; 6 — отвір у верхньому диску; 7 — заспокійлива решітка; 8 — вентиль; 9 — повітряний патрубок; 10 — повітряний ковпак; 11 — центральна труба; 12 — ковпак; 13 — змінний диск; 14 — отвори в центральній трубі; 15 — вал; 16 — труба введення пульпи; 17 — флотаційна камера.

Флотаційна машина типу «Мінемет» (Франція) — механічна флотаційна машина.

## Конструкція і функціонування
Флотаційна машина типу «Мінемет» прямотечійна з однобічним зніманням піни (рис.). Машина відрізняється конструкцією блока імпелера.
В імпелері машини «Мінемет» здійснюється роздільне введення пульпи й повітря на лопатки. Пульпа засмоктується імпелером із приймальної кишені (розташованого за попередньою камерою) через трубу 16 й отвір 1, а повітря — через центральну трубу 11 та отвір 6.
Циркуляція пульпи в середині камери здійснюється при засмоктуванні пульпи через отвори 14 в центральній трубі 11. Пульпа і повітря змішуються в середині імпелера, а потім суміш викидається у камеру. При викиданні пульпо-повітряної суміші повітря диспергується механічною дією середовища. Основна мінералізація бульбашок здійснюється у нижній частині камери. Турбулентні потоки гасяться у нижній зоні встановленням заспокійливої решітки 7, що забезпечує спокійне створення і знімання пінного шару при інтенсивному перемішуванні в донній зоні камери. Частинки, які не були флотовані в цій камері, разом із пульпою через отвір, що регулюється шиберним пристроєм, переходять у приймальний карман наступної камери і далі процес повторюється — пульпа по живильній трубі надходить під імпелер і т. д.
При необхідності в блок імпелера через патрубок 9 може подаватися стиснене повітря. Витрата стисненого або атмосферного повітря регулюється вентилем 8. Змінний диск 13 охороняє імпелер від замулювання при зупинках машини. Зазор між імпелером 4 і диском 13 підтримуються мінімальними, завдяки чому підсмоктування пульпи з камери через зазор незначне.